# Dicranomyia (Dicranomyia) weiseriana
Dicranomyia (Dicranomyia) weiseriana is een tweevleugelige uit de familie steltmuggen (Limoniidae). De soort komt voor in het Neotropisch gebied.